# Hleanî, Iavoriv
Hleanî (în ucraineană Хляни) este un sat în comuna Verbleanî din raionul Iavoriv, regiunea Liov, Ucraina.

## Demografie
Componența lingvistică a localității Hleanî
     Ucraineană (100%)
Conform recensământului din 2001, toată populația localității Hleanî era vorbitoare de ucraineană (100%).